# 토마스 머스터

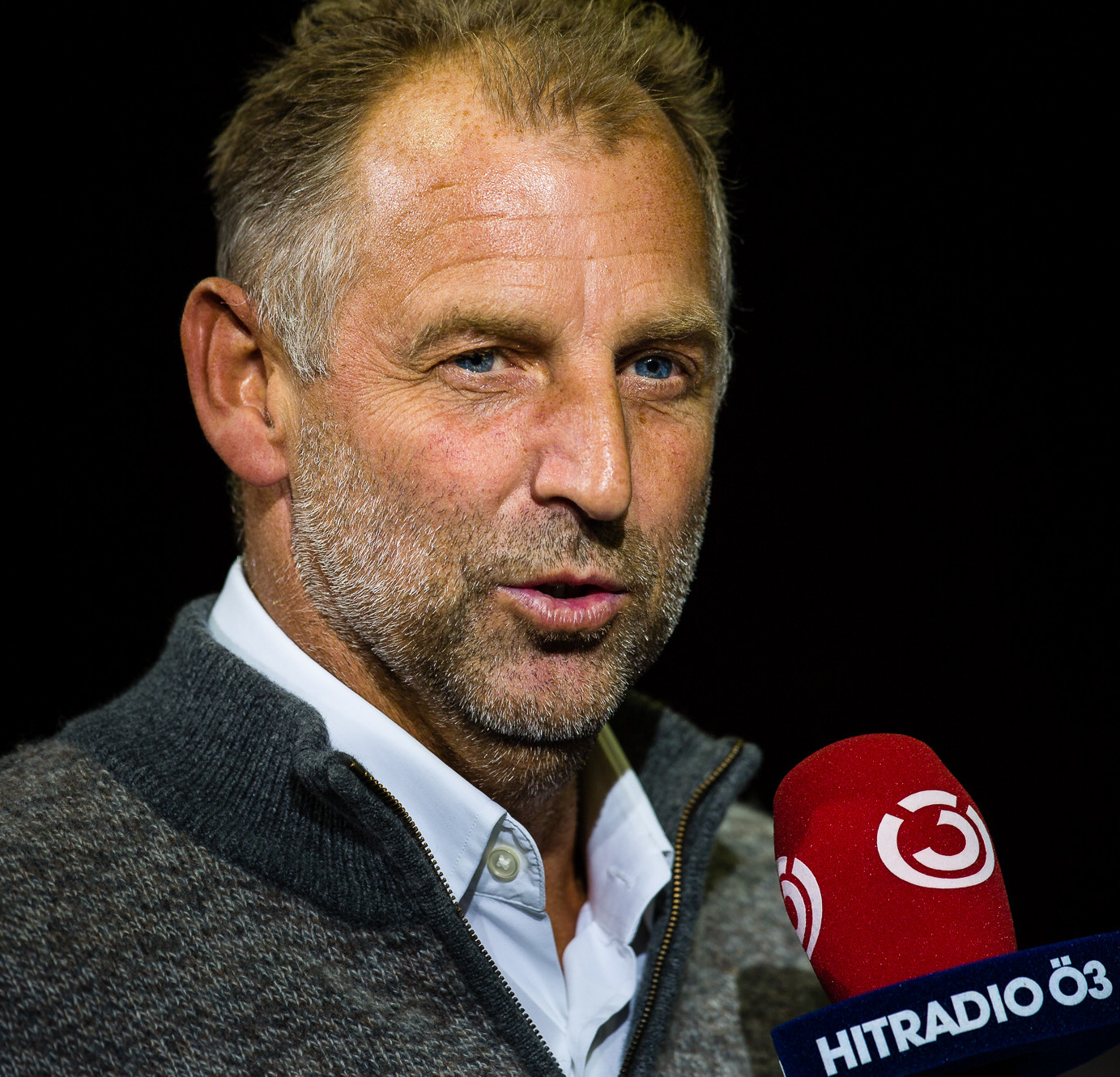
2016년 모습

토마스 머스터(Thomas Muster, 1967년 10월 2일 ~ )는 오스트리아의 전 세계 1위 테니스 선수이다. 1990년대 세계 최고의 클레이 코트 선수 중 한 명인 그는 1995년 프랑스 오픈에서 우승했으며 전성기에는 "클레이의 왕"으로 불렸다. 또한 그는 8개의 마스터스 1000 시리즈 타이틀을 획득했다. 머스터는 클레이, 하드코트, 카펫 부문에서 슈퍼 9/ATP 마스터스 시리즈/ATP 월드 투어 마스터스 1000 타이틀을 획득한 9명의 선수 중 한 명이다.
1995년 프랑스 오픈 타이틀로 머스터는 그랜드 슬램 (테니스) 단식 타이틀을 획득한 최초의 오스트리아인이 되었고, 2020년 US 오픈에서는 도미니크 팀(Dominic Thiem)이 그 뒤를 이었다.